# Überleiteinrichtung
Eine Überleiteinrichtung (ÜLE) ist eine technische Vorrichtung, um zwei Kommunikationssysteme miteinander zu verbinden. In der Regel erfolgt eine Verbindung zwischen einem Funk- und einem Fernsprechnetz (Funk-Draht-Verbindung bzw. Aufschaltung). Überleiteinrichtungen der BOS werden in der Regel in Leitstellen oder Fernmeldezentralen betrieben. Auch die Verbindungen zwischen 2-m- und 4-m-BOS-Funk wird gelegentlich mit dem Begriff bezeichnet, obwohl es sich hierbei korrekt um eine Verbindung zweier Sprechfunkverkehrskreise mittels Relaisstellenschaltung RS 2 (große Relaisstelle) und eines Relaisstellenzusatzes handelt. Auch der Übergangspunkt von einem Drahtnetz (Feldkabelbau) zu Mobilfunknetzen kann im BOS-Bereich als Überleiteinrichtung bezeichnet werden, siehe Mobilfunk-Gateway.
Die Verwendung von Überleiteinrichtungen hat heute aufgrund des Mobilfunks keine große Bedeutung mehr. Für den nicht-polizeilichen BOS-Bereich gelten strenge Vorschriften für die Genehmigung von Überleiteinrichtungen zwischen (BOS-)Funk und Draht.